# Alianza de los Demócratas
La Alianza de los Demócratas fue un foro internacional de partidos liberales y progresistas que generalmente oscilan entre la centro-derecha, el centro y la centro-izquierda fundado en el 2005 por iniciativa del Partido Demócrata de Estados Unidos, el Partido Demócrata Europeo y el Concejo de Liberales y Demócratas Asiáticos e incluyó miembros como el Frente Amplio de Uruguay, al Congreso Nacional Indio de India y el Kadima de Israel. Contó con partidos miembros que participan en internacionales como la Internacional Socialista, la Internacional Demócrata de Centro y la Internacional Liberal, por lo que no fue formalmente una internacional sino más bien un foro o grupo. 
Su primer presidente fue el liberal italiano Gianni Vernetti, y entre los integrantes de su junta directiva tuvo a François Bayrou (Movimiento Demócrata), Francesco Rutelli (Partido Democrático de Italia) y Ellen Tauscher (Partido Demócrata de Estados Unidos).

## Miembros
| País            | Partido                                                   |
| --------------- | --------------------------------------------------------- |
| Andorra         | Partido Liberal de Andorra                                |
| Bélgica         | Movimiento de los Ciudadanos para el Cambio               |
| Bolivia         | Acción Democrática Nacionalista                           |
| Birmania        | Consejo Nacional de la Unión de Birmania                  |
| Camboya         | Partido Sam Rainsy                                        |
| Chile           | Partido Demócrata Cristiano de Chile                      |
| China           | Partido Demócrata de Hong Kong                            |
| Chipre          | Partido Europeo de Chipre                                 |
| Egipto          | Frente Democrático de Egipto                              |
| Eslovaquia      | Partido Popular-Movimiento por una Eslovaquia Democrática |
| España          | Partido Nacionalista Vasco                                |
| Estados Unidos  | Partido Demócrata de Estados Unidos                       |
| Unión Europea   | Partido Demócrata Europeo                                 |
| Filipinas       | Partido Liberal de Filipinas                              |
| Francia         | Movimiento Demócrata                                      |
| India           | Congreso Nacional Indio                                   |
| Irak            | Partido Demócrata del Kurdistán                           |
| Israel          | Kadima                                                    |
| Italia          | Partido Democrático                                       |
| Japón           | Partido Democrático de Japón                              |
| Kazajistán      | Partido Demócrata de Kazajistán                           |
| Lituania        | Partido del Trabajo                                       |
| Malasia         | Gerakan Rakyat Malaysia                                   |
| Maldivas        | Partido Demócrata de las Maldivas                         |
| Pakistán        | Foro Liberal de Pakistán                                  |
| Reino Unido     | Policy Network                                            |
| República Checa | Camino al Cambio                                          |
| San Marino      | Alianza Popular de San Marino                             |
| Senegal         | Partido Democrático Senegalés                             |
| Serbia          | Partido Democrático de Serbia                             |
| Singapur        | Partido Democrático de Singapur                           |
| Sri Lanka       | Partido Liberal de Sri Lanka                              |
| Sudáfrica       | Alianza Democrática                                       |
| Tailandia       | Partido Demócrata de Tailandia                            |
| Taiwán          | Partido Democrático Progresista de Taiwán                 |
| Uruguay         | Frente Amplio                                             |